# SC Rot-Weiß Oberhausen-Rhld. 1904 1998-1999
Questa voce raccoglie le informazioni riguardanti il SC Rot-Weiß Oberhausen-Rhld. 1904 nelle competizioni ufficiali della stagione 1998-1999.

## Stagione
Nella stagione 1998-1999 il Rot Weiss Oberhausen, allenato da Gerd vom Bruch e Aleksandar Ristić, concluse il campionato di 2. Bundesliga al 12º posto. In Coppa di Germania il Rot Weiss Oberhausen fu eliminato in semifinale dal Bayern Monaco.

## Rosa
| N. |                     | Ruolo | Calciatore      |
| -- | ------------------- | ----- | --------------- |
| 1  | Germania (bandiera) | P     | Oliver Adler    |
| 2  | Croazia (bandiera)  | D     | Zlatko Bašić    |
| 3  | Germania (bandiera) | D     | Björn Arens     |
| 4  | Croazia (bandiera)  | D     | Ivan Konjevic   |
| 5  | Romania (bandiera)  | D     | Daniel Ciucă    |
| 6  | Germania (bandiera) | C     | Siegmar Bieber  |
| 7  | Germania (bandiera) | A     | Achim Weber     |
| 8  | Germania (bandiera) | C     | Jörg Lipinski   |
| 9  | Germania (bandiera) | A     | Jens Scharping  |
| 10 | Germania (bandiera) | C     | Carsten Pröpper |
| 11 | Germania (bandiera) | C     | Thorsten Judt   |
| 12 | Germania (bandiera) | A     | Lars Toborg     |

| N. |                     | Ruolo | Calciatore         |
| -- | ------------------- | ----- | ------------------ |
| 13 | Germania (bandiera) | D     | Joachim Hopp       |
| 14 | Germania (bandiera) | C     | Jürgen Luginger    |
| 15 | Romania (bandiera)  | C     | Teo Rus            |
| 17 | Germania (bandiera) | A     | Jörg Beyel         |
| 18 | Germania (bandiera) | C     | Gerd Kühn          |
| 20 | Germania (bandiera) | P     | Christoph Müller   |
| 21 | Romania (bandiera)  | A     | Mircea Onisemiuc   |
| 22 | Germania (bandiera) | D     | Peter Quallo       |
| 23 | Germania (bandiera) | D     | Daniel Scheinhardt |
| 24 | Brasile (bandiera)  | A     | Adriano            |
|    | Germania (bandiera) | A     | Holger Gaißmayer   |

## Organigramma societario
Area tecnica
- Allenatore: Aleksandar Ristić
- Allenatore in seconda:
- Preparatore dei portieri:
- Preparatori atletici:

## Calciomercato

### Sessione estiva
| Acquisti | Acquisti           | Acquisti             | Acquisti |
| R.       | Nome               | da                   | Modalità |
| -------- | ------------------ | -------------------- | -------- |
| D        | Joachim Hopp       | Duisburg             |          |
| C        | Thorsten Judt      | Fortuna Düsseldorf   |          |
| C        | Jürgen Luginger    | Saarbrücken          |          |
| P        | Christoph Müller   | Norimberga           |          |
| C        | Carsten Pröpper    | St. Pauli            |          |
| A        | Jens Scharping     | St. Pauli            |          |
| D        | Daniel Scheinhardt | Alemannia Aquisgrana |          |
| A        | Lars Toborg        | Bremerhaven          |          |

| Cessioni | Cessioni          | Cessioni         | Cessioni |
| R.       | Nome              | a                | Modalità |
| -------- | ----------------- | ---------------- | -------- |
| D        | Jiannis Giaslanis | Remscheid        |          |
| C        | Arne Hoffart      | Preußen Münster  |          |
| D        | Mirsad Keric      | Homburg          |          |
| C        | Carsten Marquardt | Rot-Weiss Essen  |          |
| A        | Tino Milde        | Verl             |          |
| A        | Gustav Policella  | Magonza          |          |
| C        | Dennis Weiland    | Arminia Hannover |          |
| A        | Niclas Weiland    | TeBe Berlino     |          |

### Sessione invernale
| Acquisti | Acquisti         | Acquisti | Acquisti |
| R.       | Nome             | da       | Modalità |
| -------- | ---------------- | -------- | -------- |
| A        | Holger Gaißmayer | Colonia  |          |

| Cessioni | Cessioni              | Cessioni         | Cessioni |
| R.       | Nome                  | a                | Modalità |
| -------- | --------------------- | ---------------- | -------- |
| A        | Olumide Agoye         | Espérance        |          |
| A        | Michael Jide Olugbodi | Austria Lustenau |          |

## Risultati

### 2. Bundesliga

#### Girone di andata
| Oberhausen 2 agosto 1998, ore 15:00 CEST 1ª giornata | RW Oberhausen | 0 – 0 referto | Uerdingen 05 | Niederrheinstadion (7 300 spett.)\| Arbitro: \| Stark \| |
| Arbitro:                                             | Stark         |               |              |                                                          |

| Arbitro: | Anklam |

|                    |           |  |
| Marić 28’ Carl 90’ | Marcatori |  |

| Arbitro: | Ortola-Knopp |

|  |           |                        |
|  | Marcatori | 55’ Copado 66’ Kovacec |

| Arbitro: | Weiner |

|              |           |           |
| van Lent 66’ | Marcatori | 15’ Weber |

| Arbitro: | Schmidt |

|             |           |  |
| Adriano 79’ | Marcatori |  |

| Arbitro: | Meyer |

|                                           |           |             |
| Krieg 50’ Meißner 59’ Lipinski 84’ (aut.) | Marcatori | 15’ Adriano |

| Arbitro: | Koop |

|           |           |                                                       |
| Weber 27’ | Marcatori | 19’ Rydlewicz 66’ Bagheri 78’, 89’ Labbadia 82’ Reina |

| Arbitro: | Werthmann |

|                        |           |              |
| Cichon 5’ Schuster 25’ | Marcatori | 86’ Lipinski |

| Arbitro: | Schütz |

|  |           |                                           |
|  | Marcatori | 31’ (rig.) Rraklli 50’ (aut.) Scheinhardt |

| Arbitro: | Perl |

|           |           |           |
| Degen 46’ | Marcatori | 10’ Weber |

| Arbitro: | Wack |

|                  |           |                      |
| Pröpper 48’, 73’ | Marcatori | 16’ Zdrilić 75’ Góra |

| Magonza 30 ottobre 1998, ore 19:00 CET 12ª giornata | Magonza | 0 – 0 referto | RW Oberhausen | Stadion am Bruchweg (6 025 spett.)\| Arbitro: \| Weiner \| |
| Arbitro:                                            | Weiner  |               |               |                                                            |

| Arbitro: | Kammerer |

|                                          |           |                        |
| Lipinski 46’ (rig.) Weber 54’ Toborg 67’ | Marcatori | 35’ Trulsen 81’ Scherz |

| Arbitro: | Lange |

|  |           |                |
|  | Marcatori | 34’, 56’ Weber |

| Arbitro: | Wendorf |

|                               |           |  |
| Pröpper 11’, 69’ Konjevic 90’ | Marcatori |  |

| Oberhausen 29 novembre 1998, ore 15:00 CET 16ª giornata | RW Oberhausen | 0 – 0 referto | Fortuna Colonia | Niederrheinstadion (3 600 spett.)\| Arbitro: \| Kircher \| |
| Arbitro:                                                | Kircher       |               |                 |                                                            |

| Arbitro: | Zerr |

|                      |           |                        |
| Addo 23’ Leśniak 52’ | Marcatori | 19’ Pröpper 90’ Toborg |

#### Girone di ritorno
| Arbitro: | Fleischer |

|                        |           |                |
| de Haar 38’ Vossen 54’ | Marcatori | 10’, 56’ Weber |

| Arbitro: | Sippel |

|             |           |             |
| Pröpper 46’ | Marcatori | 29’ Bounoua |

| Arbitro: | Haupt |

|                          |           |                       |
| Frigård 72’ Lünsmann 73’ | Marcatori | 45’ Pröpper 52’ Weber |

| Arbitro: | Hilmes |

|  |           |               |
|  | Marcatori | 48’, 66’ Klee |

| Arbitro: | Wagner |

|                       |           |                                       |
| Skok 43’ Simeonov 66’ | Marcatori | 32’, 78’ Weber 44’ Hopp 90’ Gaißmayer |

| Arbitro: | Hauer |

|                     |           |  |
| Ciucă 2’ Bieber 14’ | Marcatori |  |

| Arbitro: | Wezel |

|                      |           |  |
| Bode 6’ Labbadia 49’ | Marcatori |  |

| Arbitro: | Friedrichs |

|  |           |                                              |
|  | Marcatori | 17’ Munteanu 42’ Azizi 54’ Wollitz 61’ Voigt |

| Unterhaching 18 aprile 1999, ore 15:00 CEST 26ª giornata | Unterhaching | 0 – 0 referto | RW Oberhausen | Stadion am Sportpark (3 000 spett.)\| Arbitro: \| Weiner \| |
| Arbitro:                                                 | Weiner       |               |               |                                                             |

| Arbitro: | Ortola-Knopp |

|         |           |          |
| Rus 70’ | Marcatori | 43’ Addo |

| Arbitro: | Sippel |

|                        |           |  |
| Scheinhardt 23’ (aut.) | Marcatori |  |

| Arbitro: | Perl |

|                               |           |               |
| Lipinski 20’ (rig.) Weber 88’ | Marcatori | 11’ Policella |

| Arbitro: | Lange |

|          |           |              |
| Marin 9’ | Marcatori | 52’ Lipinski |

| Arbitro: | Weber |

|                                   |           |              |
| Toborg 61’ Judt 70’ Gaißmayer 90’ | Marcatori | 23’ Heidrich |

| Arbitro: | Blumenstein |

|  |           |                                  |
|  | Marcatori | 67’ Weber 79’ Gaißmayer 82’ Judt |

| Colonia; 13 giugno 1999, ore 15:00 CEST 33ª giornata | Fortuna Colonia | 0 – 0 referto | RW Oberhausen | Südstadion (4 500 spett.)\| Arbitro: \| Sippel \| |
| Arbitro:                                             | Sippel          |               |               |                                                   |

| Arbitro: | Schößling |

|           |           |                                |
| Weber 85’ | Marcatori | 12’ Beeck 42’ Leśniak 90’ Zedi |

### Coppa di Germania
| Arbitro: | Hauer |

|  |           |           |
|  | Marcatori | 45’ Weber |

| Arbitro: | Keßler |

|            |           |                                       |
| Wagner 69’ | Marcatori | 40’, 81’ Weber 43’ Bieber 44’ Adriano |

| Arbitro: | Gettke |

|                                            |                      |                                          |
| Weber 9’, 52’ Pröpper 43’                  | Marcatori            | 7’, 66’ Dembiński 79’ Groth              |
| Konjevic Judt Toborg Quallo Luginger Ciucă | Tiri di rigore 4 – 3 | Groth Grubač Yeboah Dembiński Butt Ernst |

| Arbitro: | Fröhlich |

|                      |           |  |
| Toborg 71’ Weber 80’ | Marcatori |  |

| Arbitro: | Fandel |

|                        |           |                                     |
| Scheinhardt 85’ (rig.) | Marcatori | 24’ Jancker 42’ Effenberg 79’ Linke |

## Statistiche

### Statistiche di squadra
| Competizione      | Punti | In casa | In casa | In casa | In casa | In casa | In casa | In trasferta | In trasferta | In trasferta | In trasferta | In trasferta | In trasferta | Totale | Totale | Totale | Totale | Totale | Totale | DR |
| Competizione      | Punti | G       | V       | N       | P       | Gf      | Gs      | G            | V            | N            | P            | Gf           | Gs           | G      | V      | N      | P      | Gf     | Gs     | DR |
| ----------------- | ----- | ------- | ------- | ------- | ------- | ------- | ------- | ------------ | ------------ | ------------ | ------------ | ------------ | ------------ | ------ | ------ | ------ | ------ | ------ | ------ | -- |
| 2. Bundesliga     | 41    | 17      | 6       | 5       | 6       | 20      | 26      | 17           | 3            | 9            | 5            | 20           | 21           | 34     | 9      | 14     | 11     | 40     | 47     | -7 |
| Coppa di Germania | -     | 3       | 1       | 1       | 1       | 6       | 6       | 2            | 2            | 0            | 0            | 5            | 1            | 5      | 3      | 1      | 1      | 11     | 7      | +4 |
| Totale            | 41    | 20      | 7       | 6       | 7       | 26      | 32      | 19           | 5            | 9            | 5            | 25           | 22           | 39     | 12     | 15     | 12     | 51     | 54     | -3 |

### Andamento in campionato
| Giornata  | 1 | 2  | 3  | 4  | 5  | 6  | 7  | 8  | 9  | 10 | 11 | 12 | 13 | 14 | 15 | 16 | 17 | 18 | 19 | 20 | 21 | 22 | 23 | 24 | 25 | 26 | 27 | 28 | 29 | 30 | 31 | 32 | 33 | 34 |
| --------- | - | -- | -- | -- | -- | -- | -- | -- | -- | -- | -- | -- | -- | -- | -- | -- | -- | -- | -- | -- | -- | -- | -- | -- | -- | -- | -- | -- | -- | -- | -- | -- | -- | -- |
| Luogo     | C | T  | C  | T  | C  | T  | C  | T  | C  | T  | C  | T  | C  | T  | C  | C  | T  | T  | C  | T  | C  | T  | C  | T  | C  | T  | C  | T  | C  | T  | C  | T  | T  | C  |
| Risultato | N | P  | P  | N  | V  | P  | P  | P  | P  | N  | N  | N  | V  | V  | V  | N  | N  | N  | N  | N  | P  | V  | V  | P  | P  | N  | N  | P  | V  | N  | V  | V  | N  | P  |
| Posizione | 9 | 16 | 17 | 17 | 14 | 15 | 17 | 18 | 18 | 17 | 17 | 17 | 15 | 14 | 12 | 12 | 13 | 13 | 13 | 13 | 13 | 13 | 12 | 12 | 12 | 12 | 13 | 13 | 13 | 13 | 13 | 12 | 11 | 12 |

Legenda:

Luogo: C = Casa; T = Trasferta. Risultato: V = Vittoria; N = Pareggio; P = Sconfitta.

### Statistiche dei giocatori
| Giocatore      | 2. Bundesliga | 2. Bundesliga | 2. Bundesliga | 2. Bundesliga | Coppa di Germania | Coppa di Germania | Coppa di Germania | Coppa di Germania | Totale   | Totale | Totale      | Totale     |
| Giocatore      | Presenze      | Reti          | Ammonizioni   | Espulsioni    | Presenze          | Reti              | Ammonizioni       | Espulsioni        | Presenze | Reti   | Ammonizioni | Espulsioni |
| -------------- | ------------- | ------------- | ------------- | ------------- | ----------------- | ----------------- | ----------------- | ----------------- | -------- | ------ | ----------- | ---------- |
| O. Adler       | 25            | 0             | 1             | 0             | 3                 | 0                 | 0                 | 0                 | 28       | 0      | 1           | 0          |
| A. Adriano     | 7             | 2             | 1             | 0             | 3                 | 1                 | 0                 | 0                 | 10       | 3      | 1           | 0          |
| O. Agoye       | 6             | 0             | 0             | 0             | 1                 | 0                 | 0                 | 0                 | 7        | 0      | 0           | 0          |
| B. Arens       | 30            | 0             | 3             | 0             | 3                 | 0                 | 0                 | 0                 | 33       | 0      | 3           | 0          |
| Z. Bašić       | 5             | 0             | 2             | 0             | 1                 | 0                 | 0                 | 0                 | 6        | 0      | 2           | 0          |
| J. Beyel       | 7             | 0             | 0             | 0             | 0                 | 0                 | 0                 | 0                 | 7        | 0      | 0           | 0          |
| S. Bieber      | 25            | 1             | 5             | 0             | 5                 | 1                 | 0                 | 0                 | 30       | 2      | 5           | 0          |
| D. Ciucă       | 29            | 1             | 10            | 1             | 4                 | 0                 | 1                 | 0                 | 33       | 1      | 11          | 1          |
| H. Gaißmayer   | 14            | 3             | 0             | 0             | 0                 | 0                 | 0                 | 0                 | 14       | 3      | 0           | 0          |
| J. Hopp        | 24            | 1             | 5             | 0             | 5                 | 0                 | 1                 | 0                 | 29       | 1      | 6           | 0          |
| T. Judt        | 28            | 2             | 3             | 1             | 4                 | 0                 | 0                 | 0                 | 32       | 2      | 3           | 1          |
| I. Konjevic    | 19            | 1             | 5             | 0             | 4                 | 0                 | 0                 | 0                 | 23       | 1      | 5           | 0          |
| G. Kühn        | 2             | 0             | 0             | 0             | 0                 | 0                 | 0                 | 0                 | 2        | 0      | 0           | 0          |
| J. Lipinski    | 26            | 4             | 4             | 0             | 4                 | 0                 | 1                 | 0                 | 30       | 4      | 5           | 0          |
| J. Luginger    | 32            | 0             | 5             | 1             | 5                 | 0                 | 1                 | 0                 | 37       | 0      | 6           | 1          |
| C. Müller      | 9             | 0             | 0             | 0             | 2                 | 0                 | 0                 | 0                 | 11       | 0      | 0           | 0          |
| M. Onisemiuc   | 5             | 0             | 0             | 0             | 0                 | 0                 | 0                 | 0                 | 5        | 0      | 0           | 0          |
| C. Pröpper     | 30            | 7             | 6             | 0             | 5                 | 1                 | 0                 | 0                 | 35       | 8      | 6           | 0          |
| P. Quallo      | 28            | 0             | 4             | 0             | 5                 | 0                 | 0                 | 0                 | 33       | 0      | 4           | 0          |
| T. Rus         | 17            | 1             | 3             | 0             | 2                 | 0                 | 0                 | 0                 | 19       | 1      | 3           | 0          |
| J. Scharping   | 11            | 0             | 0             | 0             | 0                 | 0                 | 0                 | 0                 | 11       | 0      | 0           | 0          |
| D. Scheinhardt | 28            | 0             | 4             | 1             | 3                 | 1                 | 1                 | 0                 | 31       | 1      | 5           | 1          |
| L. Toborg      | 32            | 3             | 3             | 0             | 4                 | 1                 | 2                 | 0                 | 36       | 4      | 5           | 0          |
| A. Weber       | 33            | 14            | 5             | 0             | 5                 | 6                 | 0                 | 0                 | 38       | 20     | 5           | 0          |